# Might Just Take Your Life
Might Just Take Your Life è un brano dei Deep Purple contenuto nell'album Burn del 1974. Fu la canzone scelta come primo singolo di Burn, ed è stata pubblicata nel Regno Unito pochi giorni prima dell'uscita dell'album.
La canzone è costruita sull'organo Hammond di Jon Lord, che suona il riff e conclude il pezzo con un assolo in crescendo con sottofondo un tappeto vocale cantato da David Coverdale e Glenn Hughes.

## Storia
La canzone è nata nelle sessioni di settembre 1973 al Clearwell Castle durante le quali il gruppo ha composto l'album Burn.
La canzone è rimasta nella scaletta dei concerti fino alla fine del 1975, e dopo lo scioglimento del gruppo David Coverdale ha continuato a suonarla dal vivo con gli Whitesnake.

## Cover
- I Whitesnake hanno fatto una cover della canzone sugli album dal vivo Live at Hammersmith del 1978 e Live...in the Heart of the City del 1980.
- Sempre i Whitesnake hanno registrato nuovamente la canzone per il loro The Purple Album del 2015.